# Osmia latreillei
Osmia latreillei is een vliesvleugelig insect uit de familie Megachilidae. De wetenschappelijke naam van de soort is voor het eerst geldig gepubliceerd in 1806 door Spinola.